# Анастасія
Анастасія (дав.-гр. Ἀναστασία) — жіноча форма чоловічого імені Анастасій (Анастас), в перекладі з давньогрецької мови — «воскресіння» («повернена до життя»). Найпоширеніша зменшувальна форма імені — Настя.

## Відомі носійки
Святі
- Анастасія і Василина — ранньохристиянські мучениці I століття з Риму. День пам'яті — 15 квітня.
- Анастасія Римлянка (†бл. 250)— преподобномучениця. День пам'яті — 29 жовтня.
- Анастасія Фармаколітрія (*281 — †306) — великомучениця, заступниця при хворобах. День пам'яті — 22 грудня.

Середньовіччя
- Анастасія Ярославна — королева Угорщини, княжна київська, найстарша дочка Ярослава Мудрого.
- Анастасія Всеволодівна (XII ст.) – київська княжна, донька князя Всеволода Ольговича, була відома своєю благодійністю та меценатською діяльністю в Київській Русі.
- Анастасія Галицька (XIV ст.) – княжна з роду Галицько-Волинських князів, згадується в літописах як захисниця православної церкви та меценатка.

Епоха модерну
- Анастасія Заславська (XV-XVI ст.) – волинська православна княгиня, представниця «руської контрреформації», фундаторка Пересопницького Євангелія.
- Анастасія Скоропадська (XVII-XVIII ст.) — українська державна діячка, займалася благодійністю, підтримувала будівництво церков і монастирів.
- Анастасія Грінченко (XIX-XX ст.) — українська письменниця, перекладачка, публіцистка, революціонерка.

Сучасність
- Анастасія Підпалова (до шлюбу Бородіна; нар. 1982) — українська гандболістка, призерка Олімпійських ігор.
- Анастасія Левкова (нар. 1986) — українська письменниця.
- Анастасія Станко (нар. 1986) – українська журналістка та телеведуча, співзасновниця «Громадського телебачення».
- Анастасія Коваль (нар. 1992) — українська гімнастка.
- Анастасія Савчук (нар. 1996) — українська плавчиня-синхроністка.
- Анастасія Гарник (нар. 1995) — українська дзюдоїстка.
- Анастасія Возняк (нар. 1998) — українська художня гімнастка.
- Анастасія Рибачок (нар. 1998) — українська каноїстка.
- Анастасія Шмоніна (нар. 2005) — українська плавчиня-синхроністка.
- Анастасія Потапова (нар. 2001) — російська тенісистка.